# آلدو پارکینی
آلدو پارکینی (ایتالیایی: Aldo Parecchini؛ زادهٔ ۲۱ دسامبر ۱۹۵۰) دوچرخه‌سوار اهل ایتالیا است.